# Samuel Schmid
Samuel Schmid, född 8 januari 1947 i Rüti bei Büren i den schweiziska kantonen Bern, är en schweizisk politiker, som till 2008 tillhörde Schweiziska folkpartiet och därefter Schweiz borgerliga demokratiska parti. Han var ledamot av Schweiz förbundsråd (regering) och landets försvarsminister från 2001 till 2008. År 2005 var han förbundsrådets ordförande och därmed Schweiz förbundspresident.

## Politisk karriär
- Kommunfullmäktig i Rüti bei Büren 1972–1974
- Kommunpresident i Rüti bei Büren 1974–1982
- Ledamot i Nationalrådet 1994–1999
- Ledamot i Ständerrådet 2000

### Ministerposter
- Försvars- och idrottsminister 2001–2008

### President och vicepresident
- Förbundspresident 2005
- Vicepresident 2004